# Kamiennyj (rejon gorodiszczeński)
Kamiennyj (ros. Каменный) – osiedle w Rosji, w obwodzie wołgogradzkim, w rejonie gorodiszczeńskim. W 2010 liczyło 1398 mieszkańców.